# Usman Garuba
Usman Garuba Alari (Madrid, 9 de març de 2002) és un jugador de bàsquet espanyol que juga en la posició d'ala-pivot als Houston Rockets de l'NBA.

## Trajectòria

### Reial Madrid
Va ingressar l'any 2013 en les categories inferiors del Reial Madrid. Pas a pas, arribaria a convertir-se en un dels grans dominadors de les categories de formació. En el seu palmarès en categories de formació hi destaquen un or i una plata en els seus dos Europeus sub-16 amb la selecció espanyola, sent MVP i quintet ideal en cadascun d'ells.
Disputa la temporada 2017-18 alternant el júnior amb el Reial Madrid de la Lliga EBA i la temporada 2018-19 seria jugador del Lliga EBA, sent l'MVP durant diverses jornades de la Conferència B.
El 28 d'octubre de 2018, en un partit contra el San Pablo Burgos, Garuba es va convertir en el tercer jugador més jove a debutar en la Lliga ACB amb el Reial Madrid, després de Luka Dončić i Roberto Núñez. Va disputar tres minuts, temps en el qual va marcar dos punts, va agafar dos rebots i va cometre una falta personal.
Garuba ha aconseguit diversos rècords de precocitat en la Lliga ACB. En el seu segon partit com a titular en la Lliga ACB 2019-20, contra l'UCAM Murcia, va aconseguir 13 punts, 10 rebots i 24 de valoració, la qual cosa li va suposar ser el jugador més jove a aconseguir un doble doble, el més jove a aconseguir 10 rebots (superant en tots dos casos Dončić) i el segon més jove a aconseguir 24 de valoració en la Lliga Endesa, només per darrere de Ricky Rubio. Poc després, contra el Monbus Obradoiro, va ser el primer jugador menor d'edat que aconsegueix capturar 13 rebots.
En Eurolliga també ha començat a acumular rècords. Al quart partit de quarts de final de la temporada 2021-21, es va convertir en el jugador més jove a arribar a 30 de valoració (gràcies a un doble-doble de 24 punts i 12 rebots) en un partit de playoff, sent a més la segona marca més alta de la història sota aquest format (després dels 32 de valoració de Sofoklis Schortsanitis el 2006).

### Houston Rockets
Al Draft de l'NBA de 2021, fou triat pels Houston Rockets en el lloc 23è, mentre estaven en curs els Jocs de Tòquio 2020. Va debutar a la Lliga d'estiu de l'NBA de 2021 en una derrota per 92–76 contra els Toronto Raptors en què es va quedar sense encistellar, amb sis rebots i un tap. El 16 d'agost va signar oficialment el seu contracte de rookie.